# East Lake
East Lake é uma Região censo-designada localizada no estado americano de Flórida, no Condado de Pinellas.

## Demografia
Segundo o censo americano de 2000, a sua população era de 29.394 habitantes.

## Geografia
De acordo com o United States Census Bureau tem uma área de
82,2 km², dos quais 77,1 km² cobertos por terra e 5,1 km² cobertos por água.

## Localidades na vizinhança
O diagrama seguinte representa as localidades num raio de 16 km ao redor de East Lake.